# Louis Broussous
Louis Broussous est un homme politique français né le 24 août 1769 à Florac (Lozère) et décédé à une date inconnue.
Avocat, il est administrateur du district en l'an II, puis commissaire du directoire exécutif du département en l'an VI. Il adhère au coup d'état du 18 brumaire et devient secrétaire général de la préfecture de Mende en 1800, puis de Blois en 1811 avant de revenir à Mende en 1813. Il est député de la Lozère en 1815, pendant les Cent-Jours.

## Sources
- « Louis Broussous », dans Adolphe Robert et Gaston Cougny, Dictionnaire des parlementaires français, Edgar Bourloton, 1889-1891 [détail de l’édition]